# Yushu (Qinghai)
Yushu (du tibétain : ཡུས་ཧྲུའུ།, Wylie : yus hru'u, pinyin tibétain : Yushu ; translittération en chinois : 玉树市 ; pinyin : yùshù shì) est une ville-district de la province du Qinghai en Chine. Le district est placé sous la juridiction de la préfecture autonome tibétaine de Yushu. Son chef-lieu est la ville de Gyêgu (alias Jyekundo ou  Yushu), également chef-lieu de la préfecture autonome, centre politique, économique et culturel de cette région.

## Histoire
Le séisme de 2010 de Yushu est un tremblement de terre dont la magnitude a été estimée entre 6,9, (USGS, EMSC) et 7,1 Mw. Le bilan provisoire de cette catastrophe (au 17 avril 2010) est de 2 220 tués, 12 315 blessés, et d'innombrables constructions détruites.

## Divisions administratives
Yushu comprend deux villes : Gyêgu (结古镇, Jiégǔzhèn; aussi connu sous le nom de « Yushu » du fait de la localisation du chef-lieu de district, et Longbao (隆宝镇).
Plus généralement, la ville-district de Yushu est subdivisée en 4 sous-districts, 2 villes and 6 cantons.
Sous-districts
| - Sous-district de Jieguzhen (结古镇街道) - Sous-district de Zhaxike (扎西科街道) - Sous-district de Xihang (西杭街道) - Sous-district de Xinzhai (新寨街道) |

Villes
- Longbao (隆宝镇)
- Laxiu (下拉秀镇)

Cantons
| - Canton de Zhongda (仲达乡) - Canton de Batang (巴塘乡) - Canton de Xiaosu'mang (小苏莽乡) - Canton de Shanglaxiu (上拉秀乡) - Canton de Haxiu (哈秀乡) - Canton de Anchong (安冲乡) |

## Démographie
La population du district était de 75 500 habitants en 1999.

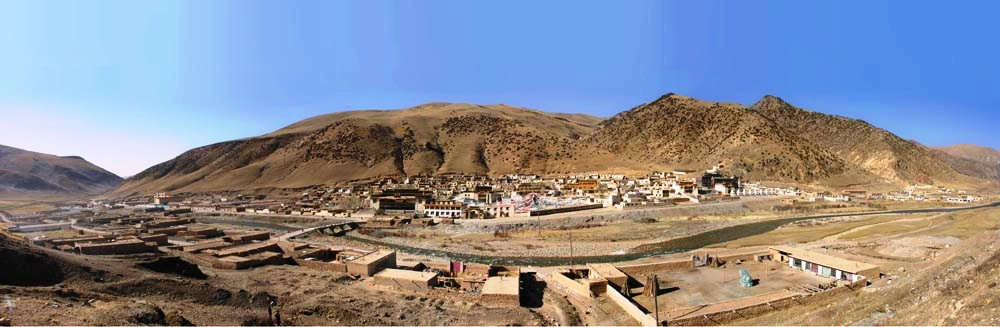
Le village de Xia Laxiu et le monastère Rabshi Lungshoe

La communauté rurale de Xialaxiu avec le monastère de Rabshi Lungshoe est l'agglomération la plus grande hors de la ville de Gyêgu. C'est une communauté de nomades, comptant 10 713 habitants en 2000, la plus grande partie du centre communal étant la ville monastique de Rabshi Lungshoe. Le monastère comprend plus de 500 moines, le village mille habitants.

## Transports
L'aéroport de Yushu-Batang (chinois : 玉树巴塘机场), (code IATA : YUS • code OACI : ZLYS), situé dans le {canton de Batang (巴塘乡), est le deuxième de la province après celui de Xining, situé à 26 km du centre de Gyêgu, a été ouvert au trafic le 1er août 2009.